# HTML5test
HTML5test es una aplicación web creada en JavaScript para evaluar la calidad con la cual un navegador implementa los estándares HTML5, Web SQL Database (mantenido por la W3C), y WebGL (desarrollado por Mozilla Foundation y por Khronos Group).
La página es desarrollada por el programador alemán Niels Leenher, y fue publicada por primera vez el 12 de marzo de 2010. Para calificar un navegador web, el usuario debe visitar la página del sitio en html5test.com. La aplicación devuelve un puntaje entero de 0 a 555 puntos. El valor máximo ha sido cambiado múltiples veces a través del tiempo. El sistema actual fue introducido por Leenher en noviembre de 2013 como parte de un rediseño del sistema de la página.

## Funcionamiento
HTML5test evalúa diversos puntos del estándar HTML5 tales como: 
- Almacenamiento web
- API de Geolocalización de W3C
- Nuevos elementos de HTML5
  - Canvas
  - Etiquetas semánticas (header, footer, aside, nav, section, article, main)
  - Elementos de formulario (date, day, week, correo electrónico, tel, etc.)
- Soporte de vídeo y audio
- Soporte de gráficos en 3D
- Acceso a hardware
- Otros elementos

Aunque no evalúa otros aspectos de la especificación, como CSS3, ECMAScript, SVG, o Document Object Model. Para solventar esta deficiencia, se recomienda complementar HTML5test con otros sistemas como Acid3, creado por Ian Hickson en 2008. Similarmente, Acid3 no evalúa la implementación de HTML5. Los dos tests anteriores (HTML5test y Acid3) son mutuamente exclusivos.